# Conteville, Calvados
Conteville är en kommun i departementet Calvados i regionen Normandie i norra Frankrike. Kommunen ligger i kantonen Bourguébus som ligger i arrondissementet Caen. År 2018 hade Conteville 92 invånare.

## Befolkningsutveckling
Antalet invånare i kommunen Conteville
Referens: INSEE